# Cove City (Karolina Północna)
Cove City – miasto w Stanach Zjednoczonych, w stanie Karolina Północna, w hrabstwie Craven.